# Michele Di Pace
Michele Di Pace (Barletta, 12 maggio 1960) è un ex velocista e atleta master italiano.

## Biografia
Michele Di Pace ha iniziato ad avvicinarsi all'atletica leggera nel 1975, all'età di quindici anni, praticando questa disciplina saltuariamente, ma partecipando a diverse gare destinate alla sua categoria. È stato in diverse occasioni seguito dal professor Carlo Vittori, allenandosi presso il Centro di Preparazione Olimpica di Formia con Pietro Mennea.
Nel 1982 è stato campione italiano assoluto dei 200 metri piani al coperto e questo risultato lo ha portato a partecipare, nello stesso anno, ai campionati europei di atletica leggera indoor di Milano, concludendo la gara dei 200 metri piani in terza posizione e aggiudicandosi quindi la medaglia di bronzo.
Sono state diverse le occasioni in cui ha rappresentato l'Italia durante i meeting internazionali, durante uno dei quali, nel 1983, a causa di una brusca frenata al termine di una staffetta 4×100 metri è incappato in un infortunio al piede sinistro, che gli è costato la presenza alla prima edizione dei campionati del mondo di atletica leggera a Helsinki.
È tornato in pista circa un anno dopo, incontrando però altri problemi a ginocchia e tendini che lo hanno portato a ritirarsi dall'attività nella categoria assoluta all'età di trent'anni.
Nel 2001 ha corso il suo primo campionato italiano nella categoria master, conquistando la medaglia d'oro nei 200 metri piani per la categoria M40. Nel 2008 ha portato a casa due medaglie d'oro sempre nei 200 metri piani della categoria M45 ai campionati italiani master indoor e outdoor.
Nel 1987 ha fondato a la società di atletica leggera Athletic Team Barletta, di cui è presidente.

## Palmarès
| Anno | Manifestazione | Sede   | Evento          | Risultato | Prestazione | Note |
| ---- | -------------- | ------ | --------------- | --------- | ----------- | ---- |
| 1982 | Europei indoor | Milano | 200 metri piani | Bronzo    | 21"52       |      |

## Campionati nazionali
- 1 volta campione italiano assoluto dei 200 metri piani indoor (1982)

1982
- Oro ai campionati italiani assoluti di atletica leggera indoor, 200 metri piani - 21"65